# Live on Lansdowne, Boston MA
Live on Lansdowne, Boston MA è un album dal vivo del gruppo celtic punk statunitense Dropkick Murphys, pubblicato il 16 marzo 2008 e registrato durante i sette concerti tenuti nei sei giorni del Saint Patrick's Day a Boston, Massachusetts, che hanno visto anche collaborazioni con The Mighty Mighty Bosstones, Liza Graves, Rock Solid String Section, Bunker Hill Pipe Band e Forbes Academy of Irish Dance. L'album è stato pubblicato anche in una versione con un DVD bonus, contenente 22 tracce video del concerto.

## Tracce
Tutte le tracce dei Dropkick Murphys tranne dove indicato.
1. Famous for Nothing - 3:03
2. The State of Massachusetts - 4:01
3. Johnny, I Hardly Knew Ya - 4:52 (tradizionale)
4. Time to Go - 2:36
5. Sunshine Highway - 3:19
6. (F)lannigan's Ball - 3:46 (tradizionale)
7. Bastard on Parade - 3:58
8. God Willing - 3:25
9. Caught in a Jar - 2:37
10. Captain Kelly's Kitchen - 2:39 (tradizionale)
11. Citizen C.I.A. - 2:13
12. Fields of Athenry - 4:43 (St. John)
13. Your Spirit's Alive - 2:30
14. The Warrior's Code - 4:11
15. The Dirty Glass - 3:53
16. Tessie - 5:25
17. Forever 2009 - 3:37
18. Worker's Song - 3:28 (Pickford)
19. Kiss me I'm Shitfaced - 6:36
20. I'm Shipping Up to Boston (feat. The Mighty Mighty Bosstones) - 2:38 (Dropkick Murphys, Guthrie)

### Tracce del DVD
1. Famous for Nothing
2. The State of Massachusetts
3. Johnny, I Hardly Knew Ya (tradizionale)
4. Time to Go
5. Sunshine Highway
6. (F)lannigan's Ball (tradizionale)
7. Bastard on Parade
8. God Willing
9. Caught in a Jar
10. Captain Kelly's Kitchen (tradizionale)
11. Citizen C.I.A.
12. Fields of Athenry (St John)
13. Your Spirit's Alive
14. The Warrior's Code
15. The Dirty Glass
16. Tessie
17. Forever 2009
18. Worker's Song (Pickford)
19. Kiss Me I'm Shitfaced
20. I'm Shipping Up to Boston (Dropkick Murphys, Guthrie)
21. Cadence to Arms (tradizionale)
22. Do or Die

## Formazione
- Al Barr - voce
- James Lynch - chitarra, cori
- Ken Casey - basso, voce
- Matt Kelly - batteria, bodhrán, cori
- Scruffy Wallace - cornamusa
- Tim Brennan - chitarra, fisarmonica, cori
- Jeff Darosa - mandolino, tin whistle, banjo, bouzouki, chitarra acustica, tastiere, cori